# Qazaqstan Kubogy 2008
La Qazaqstan Kubogy 2008 è stata la 17ª edizione della Coppa del Kazakistan. Il torneo è iniziato il 9 aprile 2008 e si è concluso il 16 novembre successivo.

## Primo turno
| Squadra 1          | Risultato | Squadra 2       |
| ------------------ | --------- | --------------- |
| 9 aprile 2008      |           |                 |
| Kaspıı             | 0 - 2     | Ertis           |
| Aqjaıyq            | 3 - 2     | Oqjetpes        |
| Qazaqmıs           | 0 - 3     | Tobyl           |
| Aqtóbe-Jas         | 1 - 2     | Énergetïk-2     |
| Astana 1964        | 1 - 0     | Bolat           |
| Qarasaý Sarbazdarı | 0 - 1     | Esil-Bogatyrʹ   |
| Ile-Säulet         | 1 - 4     | Vostok Óskemen  |
| Qaisar             | 2 - 0     | Asbest          |
| Shahter Qaraǵandy  | 11 - 0    | Gornıak Hromtaý |
| Taraz              | 1 - 2     | Qairat          |
| Avangard Petropavl | 1 - 3     | Jetisý          |
| Spartak Semeı      | 0 - 6     | Ordabasy        |
| Aqsý Stepnogorsk   | 0 - 3     | Almaty          |
| Aýjarıq            | 1 - 2     | Megasport       |

## Ottavi di finale
| 23 aprile 2008    |                 |               |
| Aqtöbe            | 5 - 0           | Atyrau        |
| Ertis             | 3 - 1           | Aqjaıyq       |
| Tobyl             | 4 - 0           | Énergetïk-2   |
| Astana 1964       | 0 - 2           | Esil-Bogatyrʹ |
| Vostok Óskemen    | 1 - 0           | Qaisar        |
| Shahter Qaraǵandy | 1 - 1 (4-5 dtr) | Qairat        |
| Jetisý            | 2 - 1 (dts)     | Ordabasy      |
| Almaty            | 4 - 1           | Megasport     |

## Quarti di finale
| Squadra 1                 | Totale | Squadra 2 | Andata | Ritorno |
| ------------------------- | ------ | --------- | ------ | ------- |
| 7 maggio / 14 maggio 2008 |        |           |        |         |
| Qairat                    | 0 - 3  | Aqtöbe    | 0 - 1  | 0 - 2   |
| Vostok Óskemen            | 4 - 3  | Ertis     | 4 - 1  | 0 - 2   |
| Tobyl                     | 6 - 1  | Jetisý    | 4 - 1  | 2 - 0   |
| Esil-Bogatyrʹ             | 1 - 4  | Almaty    | 0 - 3  | 1 - 1   |

## Semifinali
| Squadra 1                     | Totale | Squadra 2 | Andata | Ritorno |
| ----------------------------- | ------ | --------- | ------ | ------- |
| 28 ottobre / 12 novembre 2008 |        |           |        |         |
| Vostok Óskemen                | 4 - 7  | Almaty    | 2 - 2  | 2 - 5   |
| Tobyl                         | 1 - 2  | Aqtöbe    | 1 - 1  | 0 - 1   |

## Finale
| Arbitro: | Duzmambetov (Öskemen) |

|             |           |                                |
| Kostrub 22’ | Marcatori | 34’, 36’ Strukov 86’ Golovskoy |